# Mosteiro de Folques
O Mosteiro de Folques, também referido como Mosteiro de São Pedro de Folques, localiza-se na freguesia de Folques, do Município de Arganil, no Distrito de Coimbra, em Portugal.
O Mosteiro de Folques bem como o seu recheio artístico e quinta estão classificados como Imóvel de Interesse Público desde 2002.

## História
O Mosteiro de Folques, que se situou, primeiramente, no termo de Arganil, pertencia aos Cónegos Regulares de Santo Agostinho, e esteve sujeito à jurisdição do bispo de Coimbra até ser unido à Congregação de Santa Cruz de Coimbra. Teve várias designações ao longo do tempo: Mosteiro de Arganil (1187), Mosteiro de São Pedro de Arganil (1199, 1212, 1290), Mosteiro de Folques (1473, 1543), e Mosteiro de São Pedro de Folques (1421, 1565). Existem referências ao Mosteiro de São Pedro de Arganil desde 1086. A existência da igreja está documentada para 1155. Cerca de 1190, o Mosteiro foi transferido para a mata de Folques mas a designação de São Pedro de Arganil permaneceu pelo menos até ao século XIV .
Em 1594 o mosteiro foi unido à Congregação de Santa Cruz de Coimbra, sendo-lhes confirmados todos os privilégios, graças e Indulgência que lhes tinham sido dados e concedendo-lhes os outorgados ao Mosteiro de Santa Cruz de Coimbra, quer pelos papas, seus antecessores quer os de que gozava de outras religiões (ordens) por comunicação e autoridade apostólica.
Em 1616, por bula de Paulo V, passada em 29 de janeiro, recebeu faculdade para unir os Mosteiros de São Pedro de Folques e do Salvador de Paderne, com todas as suas rendas e pertenças ao Colégio da Sapiência de Santo Agostinho de Santa Cruz de Coimbra, para sustento dos seus colegiais.
Em 1834, no âmbito da "Reforma geral eclesiástica" empreendida pelo Ministro e Secretário de Estado, Joaquim António de Aguiar, executada pela Comissão da Reforma Geral do Clero (1833-1837), pelo Decreto de 30 de Maio, foram extintos todos os conventos, mosteiros, os bens foram incorporados nos Próprios da Fazenda Nacional.